# Certiorari
Dans les pays de common law, un certiorari, souvent abrégé cert. aux États-Unis, est un processus de demande de révision judiciaire ainsi que le nom donné à l'écrit délivré par une juridiction dans lequel elle ordonne à une cour inférieure, un tribunal ou une autre autorité publique, d'envoyer le dossier d'une procédure pour une telle révision.
Cet écrit délivré par la juridiction supérieure est appelé writ of certiorari en anglais, et se traduit en français par ordonnance ou bref de certiorari.